# Quad play
Quad Play là dịch vụ tích hợp bốn trong một dựa trên nền mạng IP cho phép cung cấp gói dịch vụ tiện ích gồm thoại, dữ liệu, video và truy cập không dây. Dịch vụ Quad Play có nguồn gốc từ dịch vụ Triple play, một dịch vụ được phát triển từ những năm 2004, 2005.

## Xu hướng phát triển dịch vụ
Với sự phát triển mạnh mẽ của công nghệ truy nhập không dây, đã mở ra thêm một chiều hướng đáng quan tâm, hứa hẹn đem lại nhiều tiện lợi hơn nữa cho người sử dụng. Xu hướng hội tụ của các công nghệ: giữa công nghệ không dây và có dây, giữa dịch vụ băng rộng, dịch vụ băng hẹp tạo ra các dịch vụ mới. 

## Sự ra đời của Quad Play
Với xu hướng hội tụ các công nghệ trên nền IP đã tạo ra dịch vụ Triple Play. Khi dịch vụ truy nhập không dây (di động) phát triển, sự kết hợp yếu tố di động cùng dịch vụ Triple play đã tạo nên một dịch vụ mới tích hợp được nhiều dịch hơn. Đó là Quad Play. Nói cách khác, dịch vụ Quad Play đảm bảo cho dịch vụ Triple Play có mặt mọi nơi mọi lúc, không phụ thuộc vào vị trí cụ thể của người sử dụng.

## Sự phát triển dịch vụ Quad Play
Dịch vụ Quad Play được phát triển nhanh chóng ở Mỹ và Châu Âu. Một số hãng nổi tiếng cung cấp dịch vụ Quad Play như Sprint, Virgin Media, Neuf, Free, Orange, Telenet,...

## Lợi ích
Khách hàng sử dụng dịch vụ Quad Play có thể xem các chương trình TV, phim theo yêu cầu trong khi đang tải nhạc và đọc các bài phỏng vấn nổi tiếng trên điện thoại. Đối với các dịch vụ khác, một khách hàng chỉ có thể nhận mỗi dịch vụ số từ một nhà cung cấp dịch vụ khác nhau, các nhà cung cấp dịch vụ Quad Play đem đến cho khách hàng cả bốn dịch vụ như một gói tích hợp.